# نادي مونتيكياري
نادي مونتيكياري هو نادي كرة قدم إيطالي أٌسس عام 1928.